# Cumbia & Jazz Fusion
Cumbia & Jazz Fusion ist ein Jazz-Album von Charles Mingus, das in drei Sessions in Rom am 31. März und 1. April 1976 und in New York City am 10. März 1977 aufgenommen wurde und 1978 bei Atlantic Records erschien.

## Das Album
Das Album enthält zwei Kompositionen, die vom Filmproduzenten Daniele Senatore beauftragt worden, der mit Mingus befreundet war und Filme wie den Politthriller Ermittlungen gegen einen über jeden Verdacht erhabenen Bürger (1970) produzierte. 1976 wollte er von Mingus die Musik für zwei Filme haben, den italienischen Film Todo modo (1976) und einen anderen Film, der sich mit der Drogenkultur in Kolumbien und ihrem Gegenstück in New York beschäftigte.
Das am 10. März 1977 aufgenommene 28-minütige Werk Cumbia & Jazz Fusion, das die A-Seite des Albums ausfüllt, war für den Drogenfilm. Dabei steht „Cumbia“ für Kolumbien und „Fusion“ für die Verbindung von Jazz und der Volksmusik der Indianer von Kolumbien. Rhythmisch ging Mingus von der afrokolumbianischen Cumbia-Musik aus, die damals noch nicht außerhalb Kolumbiens populär war. Er hatte genaue Vorstellungen von der Besetzung und umwarb daher Jimmy Knepper, der seit 1962 mit einer Ausnahme, dem Album Let My Children Hear Music, nicht mehr mit ihm gespielt hatte, er sei sein Posaunist. Um das Stück, das unterschiedliche Claves betonte, nahm er sechs erfahrene Perkussionisten hinzu. Der Titel beginnt mit Vogelgezwitscher, im folkloristischen Stil mit indianischen Rhythmen. Es folgen eine Reihe von kurzen lateinamerikanischen Folk-Themen auf der Oboe (ab dem zweiten unterlegt von modalen Bass-Figuren, deren erste sechs und die zweite dreizehn Minuten lang gespielt wird), die von den Bläsern alle im Call and Response aufgegriffen werden. In der Mitte ergeben sich aus dem „röhrenden Blues“ von Ricky Ford und einem Arpeggiosolo von Neloms eine Plunger-gedämpfte Stimmung zu der Jack Walrath und Jimmy Knepper beitragen; nach 19 Minuten ergeben sich aus einer längeren Perkussionsstelle satirische Rapeinlagen von Mingus (assistiert von Richmond), die melodisch auf dem Pseudo-Folksong Mama’s Li’l Baby Likes Shortin’ Bread von James Whitcomb Riley beruhten und diesen textlich parodierten. Mingus trug mit gutturaler Stimme vor, dass Mamas kleines Baby keineswegs Kekse möchte, sondern vielmehr Dinge wie Trüffeln, Kaviar, Bildung, afrikanische Goldminen, aber auch all die anderen „finer things of life.“ Dies kulminiert in der Forderung: „Freedom now.“ Dann geht das Ensemblespiel weiter; Soli von Posaune, Piano und Bass schließen sich an. „In der kompositorischen Gesamtkonzeption ist das“ nach dem Urteil von Horst Weber und Gerd Filtgen „bester Mingus, der hier verschiedene Stimmungsbilder zusammenfügte.“
Mingus kommentierte zum Stück:
„Im Gebirge von Kolumbien sind die Indianer sehr arm, manchmal kommen sie herunter in die Städte und singen Songs, die vom Unterschied handeln, entweder nichts oder alles zu besitzen. Ich muß dabei an die Ghettos der Schwarzen in Amerika denken, die auch kein Geld haben. Sie möchten, genauso wie ich, über die schönen Dinge im Leben singen.“
Die ebenfalls auf dem Album enthaltene Music for „Todo Modo“ wurde im Jahr zuvor in Rom aufgenommen, eine Auftragsproduktion für Elio Petris Kriminalfilm Todo modo (1976). In Mingus’ Band spielten 1976 regulär der Pianist Danny Mixon, Saxophonist George Adams, Trompeter Jack Walrath und der Schlagzeuger Dannie Richmond; Mingus erweiterte sein Ensemble für die Aufnahmen um fünf italienische Musiker.
Im Gegensatz zur „durchgehend zusagenden“ Komposition Cumbia & Jazz Fusion scheint Music for „Todo Modo“ aus „einer Reihe einzelner Ereignisse“ zu bestehen. Diese Filmmusik kann sogar als eine Art Programmmusik interpretiert werden, da sie den Film teilweise sehr direkt illustriert. „Die Orchestrierung der Einleitung trägt abendländischen Charakter: vorsichtig, wohlgesetzt; darauf folgt im Kontrast ein expressives Solo von George Adams. Danach kommt die Band mit einigen Sätzen, die unserer Kirchenmusik nachempfunden sind, das ist die Beerdigungsszene [...] danach schwenken die Musiker im Viererbeat im Jazzcharakter ein. [...] Die gegensätzlichen Stimmungen in „Todo Modo“ wechseln noch einige Male, auch die choralähnlichen Passagen kehren wieder, als Anspielung auf die mit der staatlichen Kirche in Italien verbundene Christliche Demokratische Partei.“ In der Komposition ist eine Variante von Peggy’s Blue Skylight enthalten. Die Musik wurde jedoch aufgrund von Zeitproblemen für die europäische Fassung des Films nicht verwendet, stattdessen die von Ennio Morricone.
Mingus wollte die Music for „Todo Modo“ für das Atlantic-Album neu schneiden; doch als die Verantwortlichen die Länge der beiden Stücke problematisierten und vorschlugen, sich auf kurze, für Radioformate taugliche Stücke zu konzentrieren, griff er nicht mehr in den ursprünglichen Schnitt ein, zumal er bei Three or Four Shades of Blues kommerzielle Zugeständnisse an den Zeitgeschmack gemacht hatte.
Beteiligte Musiker wie Jack Walrath waren unzufrieden mit der Art und Weise, wie das Titelstück durch Atlantic Records aufgenommen wurde. Jimmy Knepper äußerte sich später kritisch zu Orchestrierung:
„Ich möchte den Typ ja nicht schlecht machen, aber ich hatte nie das Gefühl, dass er der große Orchestrator war, für den ihn einige Leute halten, z. B. in Cumbia wollte er die Posaune mit Fagott und Bassklarinette einsetzen. Wenn du die zusammen nimmst, dann gibt das ein Klangbild wie Schlamm oder Brei.“
Mingus, der mit Paul Jeffrey vorher sehr sorgfältig die angestrebten Klangbilder durchgegangen war, war mit dem von Jeffrey ausgewählten Fagottisten Gene Scholtes, der seiner Ansicht nach „quäckend“ spielte, nicht zufrieden; dennoch fand er das Vorgehen des für die Mischung verantwortlichen Jeffrey, die Stimme im Mix einfach zu unterdrücken, falsch.

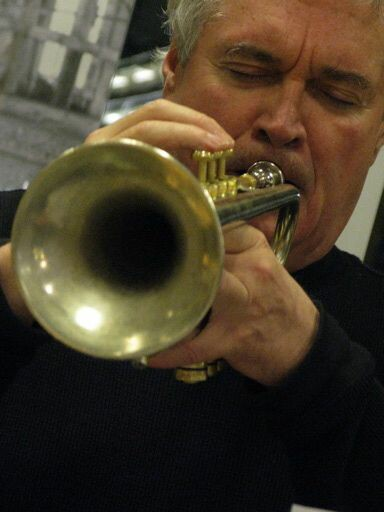
Jack Walrath

## Die Titel
- Charles Mingus: Cumbia & Jazz Fusion (Atlantic SD 8801 bzw. AMCY 1039, Rhino R2 71785)

1. Cumbia & Jazz Fusion 28:05
2. Music for „Todo Modo“ 22:21
3. Wedding March/Slow Waltz 2:04 (Bonustrack)
4. Wedding March/Slow Waltz [alternate take] 2:21 (Bonustrack)[11]

Alle Kompositionen stammen von Charles Mingus.

## Rezeption des Albums
Das Album wurde 1979 Sieger des Down-Beat-Kritikerpolls in der Kategorie „Jazz-Album des Jahres“. Die Musikzeitschrift Spin urteilte 1993: a huge, earth-shaking bash.
Richard Cook und Brian Morton betonen in ihrer Besprechung des Albums, das sie mit der zweithöchsten Bewertung auszeichneten, Cumbia & Jazz Fusion sei eine der besten der späten Kompositionen von Charles Mingus, auch wenn es Zweifel an seinen Fähigkeiten als Arrangeur und Orchestrator gebe. Enttäuschend sei auch die Regelmäßigkeit der metrischen Form und die Schlichtheit der Konzeption. Music for „Todo Modo“ enthalte hingegen einige schöne Blues-Passagen.
Der Allmusic bewertete das Album mit vier Sternen; es sei „besser als das Meiste, was folgte. Die Musik ist episodisch, hat aber abseits des Films generell ihren Wert.“.
Für Biograph Gene Santoro war die Komposition Cumbia & Jazz Fusion eines der stärksten Stücke, die Mingus seit langem geschrieben hatte; mit dem Rückgriff auf die damals noch wenig bekannten Cumbia-Rhythmen schlug er nach Santoro sogar „eine neue Synthese im Latin Jazz vor“. Auch Brian Priestley nennt Cumbia & Jazz Fusion „a superior achievement“ und hält es gleichwertig mit Tijuana Table Dance vom Mingus-Album Tijuana Moods (1957). Dannie Richmond veröffentlichte 1981 eine Neueinspielung des Titels Cumbia & Jazz Fusion auf seinem Album Dannie Richmond Quintet (Gatemouth), an der Jack Walrath und Ricky Ford mitwirkten.